# مونت دنیس
مونت دنیس (انگلیسی: Mount Dennis) محله ای در ناحیه یورک (تورنتو) تورنتو، انتاریو، کانادا، و بخش ۱۱ در تورنتو است. این محله که عمدتاً در امتداد خیابان اگلینتون بین رود هامبر (انتاریو) و خط راه‌آهن رفت‌وآمد کیچنر واقع شده‌است، بیشتر به‌خاطر کداک هایتز شناخته می‌شد، زمانی که یک مرکز اصلی تولید فیلم متعلق به کداک اداره می‌شد.